# Jobbik
Movimento per un'Ungheria Migliore (in ungherese Jobbik Magyarországért
Mozgalom) meglio noto semplicemente come Jobbik, è un partito politico ungherese conservatore fondato nel 2003.
La parola Jobbik (acronimo di Jobboldali Ifjúsági Közösség) è un gioco di parole. Infatti in ungherese il termine Jobb ha due significati: meglio e destra. Perciò il termine comparativo Jobbik può significare sia migliore sia più a destra.
Per gran parte della sua storia è stato un partito nazionalconservatore, populista ed euroscettico di destra o estrema destra. In seguito, tuttavia, ha iniziato a definirsi come un moderno partito conservatore: secondo l'analisi condotta da Balázs Böcskei su un sondaggio d'opinione condotto nel febbraio 2020 dall'IDEA per Euronews, Jobbik avrebbe completato la sua trasformazione in un partito popolare di centro-destra, moderato ed europeista.

## Storia

### Fondazione e sviluppi successivi
Il partito raccoglieva le istanze che aveva fatto proprie il Partito Ungherese Giustizia e Vita (Magyar Igazság és Élet Pártja, abbreviato in MIÉP), fondato nel 1993. Nato nel 2002 come Associazione dei Giovani di Destra (Jobboldali Ifjúsági Közösség, abbreviato in JOBBIK) su iniziativa di alcuni studenti universitari cattolici e protestanti, diventa partito nell'ottobre del 2003 con Gergely Pongrátz e debutta alla elezioni parlamentari del 2006 presentandosi insieme al MIÉP: il risultato è del 2,2%.
Alle successive elezioni europee del 2009 risulta il terzo partito nazionale con il 14,8% dei consensi, e ottiene tre seggi; alle elezioni parlamentari del 2010 si conferma terzo partito, aumentando i consensi al 16,67 % e ottenendo, per la prima volta, 47 seggi al parlamento ungherese.

### Elezioni parlamentari ed europee del 2014
Alle successive elezioni parlamentari ungheresi raggiunge il 20,22% dei voti, ottenendo 23 seggi nell'Assemblea nazionale, mentre alle elezioni del europee del 2014 ha ottenuto il 14,68%, con tre suoi europarlamentari.

## Linea politica

### Accuse di antisemitismo e neonazismo
Jobbik, sin dalla sua fondazione, è stato accusato dai suoi avversari politici nonché da molti giornali occidentali di essere una formazione fascista, neonazista e antisemita.
Il Commissario per i diritti umani del Consiglio d'Europa Nils Muižnieks si è detto «preoccupato per il successo che i movimenti di estrema destra riscuotono in tutta Europa», facendo anche riferimento a Jobbik.

### Relazioni con laGuardia Ungherese
Molto controverse sono state le relazioni passate tra il Jobbik e la Guardia Ungherese, organizzazione nazionalista e para-militare con cui il partito è stato legato.

### Posizione rispetto all'Unione Europea
Jobbik era un partito euroscettico e antieuropeista: il 14 gennaio 2012 migliaia di militanti sono scesi in piazza a Budapest a chiedere un referendum per uscire dall'Unione Europea. Durante il comizio finale, il parlamentare Elod Novak ha bruciato una bandiera UE.

### Svolta moderata
Avvicinandosi alle elezioni parlamentari ungheresi del 2014 il partito ha cominciato a indicarsi come un partito più centrista. svolgendo la "campagna dei carini" (cukiság kampány). Lo scopo della svolta era teso per avvicinarsi non solo ai giovani ma anche alle famiglie e agli anziani.
Nel 2017 dopo la rinuncia di László Botka alla candidatura di primo ministro dei socialisti, Gábor Vona ha pubblicato una lettera aperta in cui ha scritto che lo Jobbik sta aspettando i votanti della sinistra. Vona ha detto che il moderato Jobbik ormai non è solo il partito oppositore più forte ma anche l'unica alternativa al governo. In risposta i socialisti hanno cominciato a parlare dei "ladri di cadaveri" e "dei vaccari che stanno girando intorno ai socialisti, ma che i vaccari dovrebbero tornare alle loro stalle".
Secondo certi sondaggi politici del 2017 i votanti di Jobbik si dichiarano di destra, ma i votanti di Fidesz si dichiarano più a destra di quelli che appoggiano Jobbik. Un altro sondaggio dice che la metà dei votanti di Jobbik considera possibile cooperare con la sinistra.
All'alba dell elezioni parlamentari del 2022, Jobbik costituì un'ampia coalizione piglia-tutto con numerosi altri partiti in opposizione al partito di governo Fidesz, dal nome Uniti per l'Ungheria.

## Presidenti
| Ritratto | Presidente                                     | Inizio mandato   | Fine mandato     | Note   |
| -------- | ---------------------------------------------- | ---------------- | ---------------- | ------ |
|          | Dávid Kovács                                   | 24 ottobre 2003  | 25 novembre 2006 |        |
|          | Gábor Vona                                     | 25 novembre 2006 | 9 aprile 2018    |        |
|          | Tamás Sneider                                  | 12 maggio 2018   | 25 gennaio 2020  |        |
|          | Péter Jakab                                    | 25 gennaio 2020  | 8 giugno 2022    |        |
|          | Anita Potocskáné Kőrösi (presidente esecutiva) | 8 giugno 2022    | 2 luglio 2022    | [ 33 ] |
|          | Márton Gyöngyösi                               | 2 luglio 2022    | in carica        | [ 34 ] |

## Risultati elettorali
| Elezione          | Voti                    | %                       | Seggi    | Schieramento |
| ----------------- | ----------------------- | ----------------------- | -------- | ------------ |
| Europee 2004      | 72.203                  | 2,35                    | 0 / 24   | -            |
| Parlamentari 2006 | 119.007                 | 2,20                    | 0 / 386  | -            |
| Europee 2009      | 427.773                 | 14,77                   | 3 / 22   | -            |
| Parlamentari 2010 | 855.436                 | 16,67                   | 47 / 386 | Opposizione  |
| Parlamentari 2014 | 1.020.476               | 20,22                   | 23 / 199 | Opposizione  |
| Europee 2014      | 340.287                 | 14,67                   | 3 / 21   | -            |
| Parlamentari 2018 | 1.092.806               | 19,19                   | 26 / 199 | Opposizione  |
| Europee 2019      | 220.184                 | 6,34                    | 1 / 21   | -            |
| Parlamentari 2022 | in Uniti per l'Ungheria | in Uniti per l'Ungheria | 10 / 199 | Opposizione  |
| Europee 2024      | 45.404                  | 0,99                    | 0 / 21   | -            |